# Brygida Ślaska
Brygida Bożena Ślaska – polska genetyk, dr hab. nauk rolniczych, profesor Instytutu Biologicznych Podstaw Produkcji Zwierzęcej i dziekan Wydziału Nauk o Zwierzętach i Biogospodarki Uniwersytetu Przyrodniczego w Lublinie.

## Życiorys
W 1997 ukończyła studia weterynaryjne w Akademii Rolniczej w Lublinie, 25 października 2001 obroniła pracę doktorską Genetyczne i środowiskowe uwarunkowania cech rozrodu jenotów, 19 maja 2011 habilitowała się na podstawie pracy zatytułowanej Genomika strukturalna jenota (Nyctereutes procyonoides procyonoides). 23 września 2017 uzyskała tytuł profesora nauk rolniczych. 
Została zatrudniona na stanowisku profesora nadzwyczajnego w Instytucie Biologicznych Podstaw Produkcji Zwierzęcej na Wydziale Biologii, Nauk o Zwierzętach i Biogospodarki Uniwersytetu Przyrodniczego w Lublinie. 
Jest członkiem Komitetu Nauk Zootechnicznych i Akwakultury, Zespołu ds. przygotowania raportu edukacji zootechnicznej i rybackiej PAN i Komisji Promocji Zootechniki i Rybactwa, Komitetu Nauk Zootechnicznych i Akwakultury Polskiej Akademii Nauk. 
Została specjalistą Komitetu Nauk Zootechnicznych i Akwakultury PAN, oraz była prodziekanem na Wydziale Biologii, Nauk o Zwierzętach i Biogospodarki Uniwersytetu Przyrodniczego w Lublinie.
Awansowała na stanowisko profesora w Instytucie Biologicznych Podstaw Produkcji Zwierzęcej i dziekana na Wydziale Nauk o Zwierzętach i Biogospodarki Uniwersytetu Przyrodniczego w Lublinie.